# Keyon Dooling
Keyon Latwae Dooling, né le 8 mai 1980 à Fort Lauderdale en Floride, est un joueur américain de basket-ball évoluant au poste de meneur.

## Biographie
Il a été drafté en 2000 en 10e position par le Magic d'Orlando, qui le transfère immédiatement aux Clippers de Los Angeles.
Il prend sa retraite à la fin de la saison 2011-2012 à l'âge de 32 ans. En fin de saison 2012-2013, il renoue avec les parquets pour évoluer avec Grizzlies de Memphis. Envoyé en chez les Bighorns de Reno, il revient après un match chez les Grizzlies, franchise avec laquelle il dispute sept matchs sur la saison.

## Équipes successives
- Clippers de Los Angeles (2000-2004)
- Heat de Miami (2004-2005)
- Magic d'Orlando (2005-2008)
- Nets du New Jersey (2008-2010)
- Bucks de Milwaukee (2010-2011)
- Celtics de Boston (2011-2012)
- Grizzlies de Memphis (2013)
- Bighorns de Reno (prêt en 2013)

## Palmarès
- Champion de la Division Southwest en 2005 avec le Heat de Miami.
- Champion de la Division Southwest en 2008 avec le Magic d'Orlando.
- Champion de la Division Atlantique en 2012 avec les Celtics de Boston.

## Records sur une rencontre en NBA
Les records personnels de Keyon Dooling en NBA sont les suivants, :
| Type de statistique        | Saison régulière | Saison régulière         | Saison régulière | Playoffs | Playoffs                | Playoffs      |
| Type de statistique        | Record           | Adversaire               | Date             | Record   | Adversaire              | Date          |
| -------------------------- | ---------------- | ------------------------ | ---------------- | -------- | ----------------------- | ------------- |
| Points                     | 25               | Nuggets de Denver        | 15 novembre 2006 | 15       | Wizards de Washington   | 8 mai 2005    |
| Paniers marqués            | 9                | 5 fois                   | 5 fois           | 6        | 2 fois                  | 2 fois        |
| Paniers tentés             | 19               | @ Pistons de Détroit     | 31 mars 2004     | 10       | Pistons de Détroit      | 28 avril 2007 |
| Paniers à 3 points réussis | 5                | 4 fois                   | 4 fois           | 3        | Heat de Miami           | 3 juin 2012   |
| Paniers à 3 points tentés  | 10               | Pistons de Détroit       | 1er avril 2009   | 4        | 4 fois                  | 4 fois        |
| Lancers francs réussis     | 9                | @ Rockets de Houston     | 19 décembre 2007 | 5        | @ Pistons de Détroit    | 3 mai 2008    |
| Lancers francs tentés      | 10               | 2 fois                   | 2 fois           | 6        | @ Pistons de Détroit    | 3 mai 2008    |
| Rebonds offensifs          | 3                | Hawks d'Atlanta          | 2 janvier 2009   | 2        | @ Pistons de Détroit    | 13 mai 2008   |
| Rebonds défensifs          | 7                | 76ers de Philadelphie    | 12 mars 2011     | 4        | @ Pistons de Détroit    | 3 mai 2008    |
| Rebonds totaux             | 7                | 4 fois                   | 4 fois           | 4        | 2 fois                  | 2 fois        |
| Passes décisives           | 11               | @ Cavaliers de Cleveland | 21 janvier 2011  | 4        | @ Wizards de Washington | 12 mai 2005   |
| Interceptions              | 5                | @ Suns de Phoenix        | 3 mars 2006      | 2        | 3 fois                  | 3 fois        |
| Contres                    | 2                | 3 fois                   | 3 fois           | 1        | 7 fois                  | 7 fois        |
| Balles perdues             | 6                | 2 fois                   | 2 fois           | 2        | 7 fois                  | 7 fois        |
| Minutes jouées             | 47               | @ Heat de Miami          | 3 janvier 2009   | 23       | Wizards de Washington   | 8 mai 2005    |

- Double-double : 5
- Triple-double : 0